# 시모히사카타촌
시모히사카타촌(下久堅村)은 나가노현 시모이나군에 있던 촌이다. 현재의 이다시에 해당한다.

## 역사
- 1889년 4월 1일 - 정촌제 시행에 의해 시모히사카타촌 외 1촌의 구역을 확장해 성립하였다.
- 1956년 9월 30일 - 이다시, 자코지촌, 다쓰오카촌, 마쓰오촌, 미호촌, 야마모토촌, 오사후지촌과 합병해 새로운 이다시가 성립하여, 동일 시모히사카타촌은 폐지되었다.

## 참고문헌
- 角川日本地名大辞典 20 長野県